# Firmin-François Epellet
Firmin-François Epellet, né le 25 septembre 1807 et mort le 22 août 1889 à Arras, est un architecte français.

## Biographie
Il a été élève à l'école des Arts et Métiers de Châlons/Marne et fut collaborateur de l’architecte Pierre Fontaine de 1825 à 1834.
Il était architecte départemental pour les bâtiments civils du Pas-de-Calais de 1836 à 1866. Il fut nommé architecte diocésain d'Arras le 5 février 1836 ; maintenu en 1848 jusqu’à sa retraite.
Son neveu Philippe Gieseler lui succéda dans les deux emplois d'architecte en chef du département du Pas-de-Calais et d'architecte diocésain.
Epellet a restauré le palais épiscopal, la porte monumentale du palais de Saint-Waast, construit le petit séminaire d'Arras, édifié avec Millet la tour de la cathédrale d'Arras. Il a également construit l'hôtel de la préfecture, la prison d'Arras et le palais de justice de Boulogne.
Il a été nommé chevalier de la Légion d'honneur en 1870.

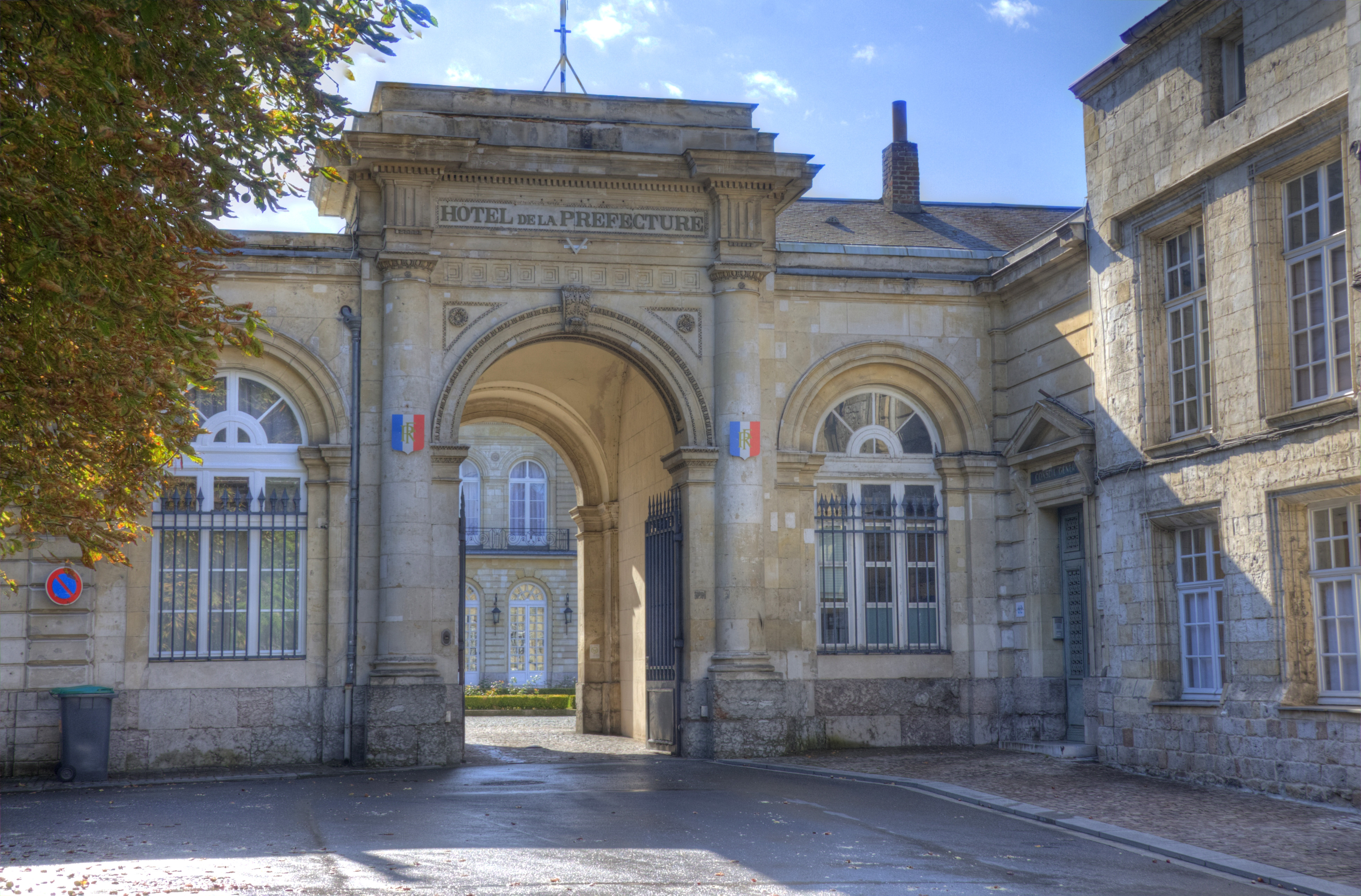
Préfecture du Pas-de-Calais

## Réalisations notables
- Reconstruction de la préfecture du Pas-de-Calais après sa destruction en 1836, Arras
- 1845-1852 Palais de Justice, Boulogne-sur-Mer[4]
- 1855-1858 Construction de la salle de Délibération dans le Palais épiscospal, Arras[5]
- Petit séminaire d'Arras
- Prison d'Arras